# Pseudastur occidentalis
El busardo dorsigrís o gavilán dorsigrís (Pseudastur occidentalis) es una especie de ave accipitriforme de la familia Accipitridae que se encuentra en el oeste de Ecuador y el noroeste de Perú. Sus hábitats naturales son las selvas tropicales. Está amenazado por la pérdida de su hábitat.